# Anthornis
Anthornis is een geslacht van zangvogels uit de familie honingeters (Meliphagidae).

## Soorten
Het geslacht kent de volgende soort:
- Anthornis melanura – Maoribelhoningvogel

### Uitgestorven
- † Anthornis melanocephala – Chathambelhoningvogel